# هنری ورنلی
هنری ورنلی (انگلیسی: Henri Wernli; ۳ ژوئن ۱۸۹۸ – ۳ ژوئن ۱۹۶۱) کشتی‌گیر اهل سوئیس بود.